# 中日教育賞
中日教育賞 （ちゅうにちきょういくしょう）は、中部地方の9県（愛知、岐阜、三重、静岡、長野、滋賀、福井、石川、富山）の教育の第一線にあって、すぐれた業績をあげている教育者、教育団体に中日新聞社より贈られる賞である。

## 概要
中日新聞社が中部地方9県の教育の第一線にあって、すぐれた業績をあげている教育者、教育団体を表彰するために、1969年（昭和44年）に制定された顕彰制度である。
中部9県の中で高校、中学校、小学校、幼稚園、特別支援教育、社会教育の現場ですぐれた業績と現在も活躍を続けており、将来性が考慮されている個人または団体が候補者に挙げられる。
対象となる部門は、高等学校教育・中学校教育・小学校教育・幼稚園教育・特別支援教育、社会教育等で、教科・活動領域・分野は幅広く選考対象となる。
これまでは、高い教育的な価値をもって継続的に行われている教育実践活動について評価されている。
推薦は、自己推薦・他者推薦を問わないが、主に各地区の教育委員会が行っている。
各県から推薦された候補者は、中日新聞文化部を中心とした選考委員が協議検討し、厳正な審査の上、受賞者を決定する。
受賞者の発表・贈呈式は10月下旬に行われる。受賞者には賞状、賞額、正賞（置き時計）、副賞（賞金40万円）が贈呈される。

## 受賞者
※受賞者一覧より
| 第1回（昭和44年）                                    |                                                                    |
| 小川卓爾                                             | 名古屋市愛知淑徳学園学監                                           |
| 山下正夫                                             | 岐阜県立斐太高等学校通信制主事                                     |
| 大田稔                                               | 石川県立金沢泉丘高等学校教諭                                       |
| 武村良保                                             | 長野県伊那市立東部中学校教諭                                       |
| 浅野八十吉                                           | 静岡県浜北市立北浜小学校校長                                       |
| 下野誠                                               | 福井県鯖江市立惜陰小学校教諭                                       |
| 富山県富山市立堀川小学校                             |                                                                    |
| 山本美好                                             | 愛知県豊橋市花園幼稚園主任教諭                                     |
| 松宮隆                                               | 三重県立聾学校小学部主任教諭                                       |
| 福谷恒太郎                                           | 滋賀県特殊教育研究会長                                             |
| 第2回（昭和45年）                                    |                                                                    |
| 宮崎友三                                             | 名古屋市椙山女学園高等学校校長                                     |
| 服部定雄                                             | 愛知県津島市津島女子高等学校助教諭                                 |
| 長谷部昂                                             | 岐阜県郡上郡八幡町立相生小学校安久田分校教諭                       |
| 川北泰助                                             | 三重県名賀郡青山町立矢生中学校教諭                                 |
| 静岡県引差郡三ケ日町立三ケ日西部中学校               |                                                                    |
| 江島仁、前川政夫                                     | 滋賀県立八日市高等学校教諭                                         |
| 長野県下伊那郡阿智村立会地小学校                     |                                                                    |
| 上前正己                                             | 福井県小浜市立堅海小学校校長                                       |
| 上田米子                                             | 金沢市金城幼稚園教諭                                               |
| 富山県福光町学校教育研究会                           |                                                                    |
| 第3回（昭和46年）                                    |                                                                    |
| 足立正夫                                             | 名古屋市名古屋短大付属高等学校教諭                                 |
| 愛知県豊橋市立小・中学校図工、美術研究部             |                                                                    |
| 田口一枝                                             | 岐阜県加茂郡東白川村立神土小学校養護教諭                           |
| 三重県度会郡御薗村立御薗小学校                       |                                                                    |
| 小林一夫                                             | 静岡県袋井市立袋井中学校教諭                                       |
| 高野倖生                                             | 滋賀児童文化協会事務局長                                           |
| 長野県長野市立三輪小学校                             |                                                                    |
| 福井県坂井郡丸岡町立丸岡中学校                       |                                                                    |
| 無雁文太郎                                           | 石川県立金沢桜丘高等学校教諭                                       |
| 舟山信太郎                                           | 富山県立富山ろう学校教諭                                           |
| 第4回（昭和47年）                                    |                                                                    |
| 藤田貞男                                             | 愛知県立名古屋特別支援学校校長                                     |
| 恒川敏雄                                             | 愛知県豊橋市藤ノ花女子高等学校教諭                                 |
| 岐阜・実践童話の会                                   |                                                                    |
| 中村稀彦                                             | 三重県立久居農林高等学校教諭                                       |
| 田中孜                                               | 静岡県周智郡春野町立南中学校教諭                                   |
| 滋賀県坂田郡山東町立大東中学校                       |                                                                    |
| 高松良司                                             | 長野県長野ろう学校校長                                             |
| 猿橋武兵衛                                           | 福井県大飯郡高浜町立高浜中学校校長                                 |
| 山本弘                                               | 石川県羽咋郡押水町立相見小学校教諭                                 |
| 富山県地理学研究グループ扇状地同人会                 |                                                                    |
| 第5回（昭和48年）                                    |                                                                    |
| 筒井栄太郎                                           | 名古屋市立丸の内中学校校長補佐                                     |
| 権田正一郎                                           | 愛知県立新城高等学校校長補佐                                       |
| 本母好章                                             | 岐阜県高山市立中山中学校教諭                                       |
| 川口実                                               | 三重県熊野市立木本小学校教諭                                       |
| 渥美登良男                                           | 静岡県浜松市立蜆塚中学校教諭                                       |
| 長野県伊那養護学校学習指導研究会                     |                                                                    |
| 本田太郎                                             | 滋賀県彦根市立城東小学校校長                                       |
| 岡田静栄                                             | 福井県立盲学校教頭                                                 |
| 辻良吉                                               | 石川県小松市立南部中学校教諭                                       |
| 酒井圭光                                             | 富山県魚津市立白倉小学校教諭                                       |
| 第6回（昭和49年）                                    |                                                                    |
| 原田静子                                             | 名古屋市愛知淑徳高等学校教諭                                       |
| 伊藤浩                                               | 愛知県春日井市立知多中学校校長                                     |
| 愛知県渥美郡田原町立田原中部小学校                   |                                                                    |
| 浅野和夫                                             | 岐阜市立本荘中学校校長                                             |
| 佐野益子                                             | 三重県亀山市立亀山中学校教諭                                       |
| 遠山榮一                                             | 静岡県立浜松工業高等学校教諭                                       |
| 神事明                                               | 長野県上伊那郡辰野町立辰野中学校教諭                               |
| 北村敏子                                             | 滋賀県犬上郡多賀町立大滝小学校教諭                                 |
| 伊藤秀子                                             | 福井県武生市立吉野小学校教諭                                       |
| 石川国語の会                                         |                                                                    |
| 長井真隆                                             | 富山県黒部市立村椿小学校教諭                                       |
| 第7回（昭和50年）                                    |                                                                    |
| 中西芳夫                                             | 名古屋市立浦里小学校校長同浦里幼稚園園長                           |
| 愛知県春日井市立東部中学校                           |                                                                    |
| 冨田俊夫                                             | 愛知県立豊橋聾学校校医兼非常勤講師・国立豊橋病院小児科医長         |
| 鈴木頼恭                                             | 岐阜県山県郡高富町立富岡小学校校長                                 |
| 今西悟                                               | 三重県立松阪高等学校定時制教頭                                     |
| 静岡県清水市立有度第二小学校                         |                                                                    |
| 生駒勘七                                             | 長野県木曽郡木曽福島町立福島小学校教諭                             |
| 山口治                                               | 滋賀県立湖南高等学校教諭                                           |
| 義江良雄                                             | 福井市光陽中学校教諭                                               |
| 中新珠江                                             | 石川県立養護学校教諭                                               |
| 奥原美好                                             | 富山市新庄幼稚園主任教諭                                           |
| 第8回（昭和51年）                                    |                                                                    |
| 石黒美代三郎                                         | 名古屋市愛知淑徳高等学校教諭                                       |
| 愛知県東海市立明倫小学校                             |                                                                    |
| 鈴木隆一                                             | 愛知県新城市立舟着小学校校長                                       |
| 山崎俊宏                                             | 岐阜県吉城郡古川町立古川小学校教頭                                 |
| 金川靖                                               | 三重県四日市市立朝明中学校校長                                     |
| 木下秀哉                                             | 静岡県湖西市立白須賀中学校校長                                     |
| 太田朝夫                                             | 長野県長野盲学校教諭                                               |
| 窪田節子                                             | 滋賀県彦根市立城西小学校教諭                                       |
| 福井県大野郡和泉村立大納小学校研究部                 |                                                                    |
| 福光邦子                                             | 石川県金沢市藤花高等学校教諭                                       |
| 島木隆範                                             | 富山県立高岡養護学校教頭                                           |
| 第9回（昭和52年）                                    |                                                                    |
| 螺澤一男                                             | 名古屋市名城大学附属高等学校校長                                   |
| 愛知県犬山市立今井小学校                             |                                                                    |
| 山本忠男                                             | 愛知県岡崎市立東海中学校校長                                       |
| 長崎晃                                               | 岐阜県加茂郡八百津町立久田見小学校教諭                             |
| 松岡英二                                             | 三重県立上野高等学校教頭                                           |
| 金田さち                                             | 静岡県磐田郡豊田町立豊田北部小学校教諭                             |
| 毛涯由雄                                             | 長野県飯田市立山本中学校教頭                                       |
| 池内順一郎                                           | 滋賀県立水口東高等学校教諭                                         |
| 芝田茂夫                                             | 福井県大飯郡大飯町立大飯中大島福祉学園分校教諭                     |
| 武田幸蔵                                             | 石川県七尾市立鵜浦小学校教頭                                       |
| 上田正                                               | 富山県下新川郡入善町立入善西中学校教諭                             |
| 第10回（昭和53年）                                   |                                                                    |
| 伊藤正志                                             | 愛知工業大学附属中学校教諭                                         |
| 竹内正道                                             | 愛知県知多郡美浜町立奥田小学校教諭                                 |
| 愛知県豊田市立崇化館中学校特殊教育部                 |                                                                    |
| 岐阜県益田郡下呂町立下呂小学校                       |                                                                    |
| 三ッ村健吉                                           | 三重県立志摩高等学校校長                                           |
| 徳増長五郎                                           | 静岡県浜松市立北小学校校長                                         |
| 長野県松本市立筑摩野中学校                           |                                                                    |
| 富岡亨                                               | 滋賀県大津市立志賀小学校教諭                                       |
| 池田欣一                                             | 福井県小浜市立小浜小学校校長                                       |
| 小坂厳                                               | 石川県小松市立粟津小学校教諭                                       |
| 富山県東砺波郡井波町立井波小学校                     |                                                                    |
| 第11回（昭和54年）                                   |                                                                    |
| M・I・ケリー                                         | 金城学院中学校講師                                                 |
| 川合博尹                                             | 愛知県立稲沢高等学校教頭                                           |
| 村瀬美智子                                           | 岐阜県岐阜市立明徳小学校教諭                                       |
| 村主堯秀                                             | 三重県立杉の子養護学校教頭                                         |
| 静岡県浜松市立芳川小学校                             |                                                                    |
| 唐澤安幸                                             | 長野県伊那市立西箕輪中学校教諭                                     |
| 伊藤章一                                             | 滋賀県立長浜農業高等学校教諭                                       |
| 加藤寛雄                                             | 福井県鯖江市立惜陰小学校教諭                                       |
| 石川県河北郡内灘町立内灘中学校                       |                                                                    |
| 大田保文                                             | 富山県黒部市立三日市小学校教諭                                     |
| 第12回（昭和55年）                                   |                                                                    |
| 早川恒良                                             | 愛知県立瑞陵高等学校教頭                                           |
| 加藤敏明                                             | 三浦学園・名古屋第一高等学校教諭                                   |
| 勝川武                                               | 愛知県立岡崎盲学校中学部主事                                       |
| 三木九良左エ門                                       | 岐阜県久々野町立久々野小学校校長                                   |
| 近藤行江                                             | 三重県亀山市立野登小学校教諭                                       |
| 静岡県浜松市立飯田小学校                             |                                                                    |
| 長野県諏訪市立城南小学校交流教育研究部               |                                                                    |
| 滋賀県余呉町立鏡岡中学校                             |                                                                    |
| 福井県鯖江市鯖江幼稚園                               |                                                                    |
| 八十田歳雄                                           | 金沢大学教育学部附属小学校副校長                                   |
| 穴田清                                               | 富山県小矢部市立石動小学校教諭                                     |
| 第13回（昭和56年）                                   |                                                                    |
| 高瀬俊康                                             | 愛知県立大府養護学校校長                                           |
| 岡崎市現職教育委員会図工・美術部会                   |                                                                    |
| 愛知県東加茂郡旭町立旭中学校                         |                                                                    |
| 中垣内恵一                                           | 岐阜県大野郡丹生川村立丹生川小学校教諭                             |
| 中皓                                                 | 三重県名張市立美旗小学校教諭                                       |
| 静岡県浜松市立八幡中学校                             |                                                                    |
| 有賀寛                                               | 長野県下伊那農業高等学校教諭                                       |
| 国松俊子                                             | 滋賀県近江八幡市立桐原小学校教諭                                   |
| 笹川真照                                             | 福井県小浜市立小浜中学校校長                                       |
| 山田正幸                                             | 石川県立珠洲実業高等学校教諭                                       |
| 松本フミ                                             | 富山県富山市立五番町小学校教諭                                     |
| 第14回（昭和57年）                                   |                                                                    |
| 久保川一男                                           | 東海工業高校吹奏楽部講師                                           |
| 加藤秀彦                                             | 愛知県立小牧工業高等学校校長                                       |
| 八田誠二                                             | 愛知県豊橋市立大清水小学校教頭                                     |
| 牧田章                                               | 岐阜県立岐阜盲学校教諭                                             |
| 志賀温子                                             | 三重県久居市立誠之小学校教諭                                       |
| 富永忠男                                             | 静岡県浜松市小中高音楽教育同好会顧問                               |
| 塩原惟史                                             | 長野県飯田市立伊賀良小学校教諭                                     |
| 森川利一                                             | 滋賀大学教育学部附属中学校教諭                                     |
| 福井県奥越特殊教育研究会                             |                                                                    |
| 坂弥寅吉                                             | 石川県金沢市立長土塀小学校校長                                     |
| 富山県高岡市立博労小学校                             |                                                                    |
| 第15回（昭和58年）                                   |                                                                    |
| 名古屋市立名塚中学校                                 |                                                                    |
| 川島金子郎                                           | 愛知県立稲沢高等学校校長                                           |
| 天野暢保                                             | 愛知県安城市立新田小学校教諭                                       |
| 国光正宏                                             | 岐阜県立岐山高等学校教諭                                           |
| 岡良克                                               | 三重県立津実業高等学校教頭                                         |
| 浜松市立村櫛小学校                                   |                                                                    |
| 長野県諏訪郡富士見町立富士見小学校                   |                                                                    |
| 辰巳輝子                                             | 彦根市立鳥居本中学校教諭                                           |
| 山本忠                                               | 武生市立北新庄小学校教頭                                           |
| 米田昭二郎                                           | 金沢市立此花町小学校校長                                           |
| 一井益子                                             | 富山市立東部小学校教諭                                             |
| 第16回（昭和59年）                                   |                                                                    |
| 佐々光子                                             | 名古屋市立前津中学校教諭                                           |
| 愛知県知多郡・低学年学習指導研究グループ             |                                                                    |
| 古橋隆四郎                                           | 愛知県北設楽郡設楽町立名倉中学校長                                 |
| 岩田雅行                                             | 岐阜県立大垣養護学校長                                             |
| 山田信義                                             | 三重県立員弁高等学校教諭                                           |
| 大藤積平                                             | 静岡県磐田郡佐久間町立浦川小学校教諭                               |
| 小平幸春                                             | 長野県上伊那郡宮田村村立宮田中学校教頭                             |
| 西沢昭                                               | 滋賀県長浜市立南中学校教諭                                         |
| 中岡登                                               | 福井県大飯郡高浜町立和田小学校校長                                 |
| 上田まつ                                             | 石川県立盲学校教諭                                                 |
| 富山県西礪波郡福光町立福光中部小学校                 |                                                                    |
| 第17回（昭和60年）                                   |                                                                    |
| 広中美代子                                           | 名古屋短期大学付属高等学校教諭                                     |
| 愛知県東海市立富木島中学校                           |                                                                    |
| 愛知県岡崎市立井田小学校                             |                                                                    |
| 林要                                                 | 岐阜大学教育学部附属中学副校長                                     |
| 浅野晃                                               | 三重県亀山市立井田川小学校教頭                                     |
| 静岡県浜松市立竜禅寺小学校                           |                                                                    |
| 長野県木曽郡王滝村王滝小中学校                       |                                                                    |
| 高橋嘉彦                                             | 滋賀県彦根市立鳥居本小学校教頭                                     |
| 加藤文男                                             | 福井県立高志高等学校教諭                                           |
| 石川県立金沢商業高等学校                             |                                                                    |
| 富山県黒部市立中央小学校                             |                                                                    |
| 第18回（昭和61年）                                   |                                                                    |
| 福山徹                                               | 南山中学・高等学校教諭                                             |
| 山田隆                                               | 愛知県犬山市立東小学校教諭                                         |
| 岸田達夫                                             | 岡崎女子高等学校副校長                                             |
| 岐阜県立岐南工業高校電子科                           |                                                                    |
| 日置久之                                             | 三重県松阪市立港小学校教頭                                         |
| 静岡大学教育学部附属浜松中学校                       |                                                                    |
| 宮嶋孝男                                             | 長野県下伊那郡高森町立高森南小学校教諭                             |
| 大橋嘉己                                             | 滋賀県長浜市立長浜南小学校教諭                                     |
| 福井県小浜市立宮川小学校                             |                                                                    |
| 石川県立明和養護学校教材ライブラリー委員会           |                                                                    |
| 安井文子                                             | 富山県富山市立新保小学校教諭                                       |
| 第19回（昭和62年）                                   |                                                                    |
| 名古屋市立高針小学校                                 |                                                                    |
| 大石源三                                             | 愛知県半田市立岩滑小学校教諭                                       |
| 鈴木勘三                                             | 愛知県岡崎市立本宿小学校教諭                                       |
| 岐阜県美濃市立神洞小学校                             |                                                                    |
| 小西貞子                                             | 三重県立盲学校教諭                                                 |
| 内山賢二                                             | 静岡県立焼津中央高等学校教諭                                       |
| 長野県松本養護学校                                   |                                                                    |
| 滋賀県神崎郡永源寺町立青野中学校                     |                                                                    |
| 岩本日出男                                           | 福井県立美方養護学校校長                                           |
| 中薮悦郎                                             | 石川県金沢市立新竪町小学校校長                                     |
| 富山県砺波市立出町小学校                             |                                                                    |
| 第20回（昭和63年）                                   |                                                                    |
| 名古屋市立名東高等学校                               |                                                                    |
| 愛知県春日井市立小野小学校                           |                                                                    |
| 竹内隆                                               | 愛知県立猿投農林高等学校教諭                                       |
| 岐阜県立岐阜聾学校                                   |                                                                    |
| 園田幸男                                             | 三重県立白子高等学校教諭                                           |
| 野島光洋                                             | 静岡県浜松市立湖東中学校長                                         |
| 長野県木曾郡技術家庭科教育研究会                     |                                                                    |
| 田附スエ子                                           | 滋賀県長浜市立北郷里小学校教諭                                     |
| 福井県福井市清明小学校研究同人                       |                                                                    |
| 吉崎和子                                             | 石川県金沢市立三和小学校校長                                       |
| 富山県富山市立奥田小学校                             |                                                                    |
| 第21回（平成元年）                                   |                                                                    |
| 阪口慶三                                             | 名古屋市・東邦高等学校教諭                                         |
| 桜井幹郎                                             | 愛知県一宮市立南部中学校教諭                                       |
| 遠山彌                                               | 愛知県豊田市立逢妻中学校校長                                       |
| 岐阜県揖斐郡池田町立池田小学校                       |                                                                    |
| 渡邊正也                                             | 三重県立伊勢高等学校特別講師                                       |
| 静岡県湖西市立知波田小学校                           |                                                                    |
| 太田道子                                             | 長野県松本市立清水中学校教諭                                       |
| 太田源太郎                                           | 滋賀県野洲郡中主町立中主小学校校長                                 |
| 亀井浩                                               | 福井県小浜市立雲浜小学校教頭                                       |
| 石川県高等学校野外調査研究会                         |                                                                    |
| 坂田陽子                                             | 富山県高岡市立南星中学校教諭                                       |
| 第22回（平成2年）                                    |                                                                    |
| 藤田康雄                                             | 名古屋市立大森中学校教諭                                           |
| 栗木紀憲                                             | 愛知県小牧市立篠岡中学校校長                                       |
| 石田正治                                             | 愛知県立豊橋工業高等学校教諭                                       |
| 中沢義雄                                             | 岐阜県立岐阜盲学校教諭                                             |
| 寺田精宏                                             | 三重県伊勢市立明倫小学校教諭                                       |
| 静岡県浜松市立新津小学校                             |                                                                    |
| 征矢哲雄                                             | 長野県伊那市立東部中学校教諭                                       |
| 北脇三知也                                           | 滋賀県栗太郡栗東町立治田小学校校長                                 |
| 渡辺定路                                             | 福井県立道守高等学校教諭                                           |
| 山口定子                                             | 石川県小松市立松陽中学校養護教諭                                   |
| 富山県立伏木高等学校                                 |                                                                    |
| 第23回（平成3年）                                    |                                                                    |
| 井上眞一                                             | 名古屋短期大学付属高等学校教諭                                     |
| 愛知県知多郡東浦町立森岡小学校                       |                                                                    |
| 豊田市教育研究会図工美術部                           |                                                                    |
| 澤島富雄                                             | 岐阜県立長良高等学校教諭                                           |
| 宇留田肇                                             | 三重県立津高等学校教諭                                             |
| 静岡県浜松市立広沢小学校                             |                                                                    |
| 長野県塩尻市立片丘小学校                             |                                                                    |
| 大菅貞夫                                             | 滋賀県彦根市立河瀬小学校教諭                                       |
| 高木昭                                               | 福井県敦賀市立西浦小・中学校校長                                   |
| 松浦信臣                                             | 石川県教育センター次長                                             |
| 坂巻龍雄                                             | 富山県立八尾高等学校教諭                                           |
| 第24回（平成4年）                                    |                                                                    |
| 山田榮治                                             | 名古屋市立筒井小学校校長                                           |
| 名古屋市立牧野小学校                                 |                                                                    |
| 愛知県三好町立天王小学校                             |                                                                    |
| 岐阜県美濃加茂市立三和小学校                         |                                                                    |
| 前田博                                               | 三重県立津東高等学校教諭                                           |
| 中村肇                                               | 静岡県立金谷高等学校教諭                                           |
| 長谷部邦夫                                           | 長野県飯田市竜丘小学校教諭                                         |
| 滋賀県大津市立瀬田東小学校                           |                                                                    |
| 村田邦夫                                             | 福井県立藤島高等学校教諭                                           |
| 中村勇                                               | 石川県金沢市立弥生小学校校長                                       |
| 藺生弘美                                             | 富山県氷見市立南部中学校教諭                                       |
| 第25回（平成5年）                                    |                                                                    |
| 倉淵泰佑                                             | 名古屋市立幅下小学校校長                                           |
| 瀬戸市理科教育研究会                                 |                                                                    |
| 愛知県岡崎市立新香山中学校                           |                                                                    |
| 岐阜県吉城郡神岡町立山田小学枚                       |                                                                    |
| 鈴木田俊二                                           | 三重県立四日市高等学校教諭                                         |
| 静岡県浜松市立中ノ町小学校                           |                                                                    |
| 長野県南安曇郡穂高町立穂高北小学校                   |                                                                    |
| 滋賀県立長浜養護学校                                 |                                                                    |
| 福井市春山小学校研究同人                             |                                                                    |
| 森田真一                                             | 石川県志賀町立上熊野小学校教頭                                     |
| 富山県富山市立岩瀬小学校                             |                                                                    |
| 第26回（平成6年）                                    |                                                                    |
| 名古屋市立井戸田小学校                               |                                                                    |
| 愛知県知多郡東浦町立緒川小学校                       |                                                                    |
| 愛知県西加茂郡小原村立小原中学校                     |                                                                    |
| 赤塚恒美                                             | 岐阜県美濃加茂市立東中学校教諭                                     |
| 日下尚行                                             | 三重県三重郡川越町立川越中学校校長                                 |
| 静岡県浜北市立麁玉中学校                             |                                                                    |
| 長野県下伊那郡泰阜村立泰阜中学校                     |                                                                    |
| 芝田恭子                                             | 滋賀県草津市立山田幼稚園園長                                       |
| 福井市明道中学校研究同人                             |                                                                    |
| 皐斉                                                 | 金沢市立味噌蔵町小学校校長                                         |
| 山本なつみ                                           | 富山県立高志養護学校教諭                                           |
| 第27回（平成7年）                                    |                                                                    |
| 舟橋修                                               | 愛知県立東山工業高等学校教諭                                       |
| 平山学園津島女子高等学校                             |                                                                    |
| 愛知県安城市立安城西中学校                           |                                                                    |
| 岐阜県瑞浪市立明世小学校                             |                                                                    |
| 本地文雄                                             | 三重県立津実業高校講師                                             |
| 守下武志                                             | 静岡県磐田市立磐田北小教諭                                         |
| 手塚恒人                                             | 長野県飯田市立瀧江小学校教頭                                       |
| 安食卓明                                             | 滋賀県甲良町立甲良中学校校長                                       |
| 田中ますみ                                           | 福井県南条町立南条小学校教諭                                       |
| 山下智茂                                             | 金沢市・星稜高校教諭                                               |
| 富山県高岡市立国吉中学校                             |                                                                    |
| 第28回（平成8年）                                    |                                                                    |
| 名古屋市立筒井小学校                                 |                                                                    |
| 愛知県瀬戸市図工研究会                               |                                                                    |
| 愛知県豊橋市立石巻小学校                             |                                                                    |
| 岐阜こどもの作文研究会                               |                                                                    |
| 橋村昌美                                             | 三重県松阪市立中部中学校教諭                                       |
| 静岡県磐田市立城山中学校                             |                                                                    |
| 茅野靖夫                                             | 長野県岡谷市立岡谷西部中学校教頭                                   |
| 菖蒲池勉                                             | 滋賀県伊香郡余呉町立鏡岡中学校校長                                 |
| 三上實雄                                             | 福井県立福井農林高等学校教諭                                       |
| 石川県加賀市立三谷小学校                             |                                                                    |
| 間坂美穂                                             | 富山県立高岡ろう学校教頭                                           |
| 第29回（平成9年）                                    |                                                                    |
| 山田耕二                                             | 名古屋市立西陵商業高等学校教諭                                     |
| 愛知県東海市視聴覚指導部                             |                                                                    |
| 太田省三                                             | 愛知県豊橋市教育委員会非常勤嘱託員                                 |
| 岐阜県羽島郡川島町立川島小学校                       |                                                                    |
| 三重県阿山郡伊賀町立柘植中学校                       |                                                                    |
| 伊藤裕子                                             | 浜松市・水泳教室指導者                                             |
| 長野県木曽郡大桑村立須原小学校                       |                                                                    |
| 井阪尚司                                             | 滋賀県蒲生郡蒲生町立蒲生東小学校教諭                               |
| 村田春江                                             | 福井県立嶺南養護学校講師                                           |
| 金森俊朗                                             | 金沢市立富樫小学校教諭                                             |
| 富山県高岡市立東五位小学校                           |                                                                    |
| 第30回（平成10年）                                   |                                                                    |
| 名古屋市立神丘中学校                                 |                                                                    |
| 愛知県・内海地区家庭教育を推める会                   |                                                                    |
| 愛知県豊田市教育研究会技術・家庭部会                 |                                                                    |
| 岐阜県大垣市中学校社会科研究会                       |                                                                    |
| 中村征義                                             | 三重県津市立一身田小学校校長                                       |
| 長野県・松商学園高等学校放送部                       |                                                                    |
| 村上宣雄                                             | 滋賀県伊香郡西浅井町立西浅井中学校校長                             |
| 村松良治                                             | 福井県立美方高等学校教諭                                           |
| 浜松市立滝沢小学校                                   |                                                                    |
| 山本昌猷                                             | 石川県鹿島郡鳥屋町立鳥屋小学校校長                                 |
| 富山県高岡市立中田中学校科学部                       |                                                                    |
| 第31回（平成11年）                                   |                                                                    |
| 名古屋市立旭丘小学校                                 |                                                                    |
| 愛知県瀬戸市特殊教育研究会                           |                                                                    |
| 赤背戸弘子                                           | 愛知県豊橋市教育委員会教育相談員                                   |
| 片岡昭彦                                             | 岐阜県関市立小金田中学校教諭                                       |
| 三重県鳥羽市立神島小学校                             |                                                                    |
| 長野県下伊那郡上村立上村中学校                       |                                                                    |
| 安部潤子                                             | 滋賀県甲賀郡甲賀町立油日小学校校長                                 |
| 福井市湊小学校                                       |                                                                    |
| 静岡県・学校法人中野学園オイスカ高等学校             |                                                                    |
| 北市邦男                                             | 金沢市立工業高等学校教諭                                           |
| 早川隆志                                             | 富山大学教育学部附属養護学校教諭                                   |
| 第32回（平成12年）                                   |                                                                    |
| 四宮敏行                                             | 名古屋市立千種台中学校教諭                                         |
| 愛知県知多郡阿久比町立東部小学校                     |                                                                    |
| 愛知県立岡崎聾学校小学部                             |                                                                    |
| 安田善治郎                                           | 岐阜県立岐阜女子商業高等学校教諭                                   |
| 川合俊平                                             | 津市立養正小学校校長                                               |
| 中沢準一                                             | 長野県木曽郡王滝村立王滝小学校教諭                                 |
| 滋賀県伊香郡高月町立七郷小学校                       |                                                                    |
| 川内二三子                                           | 福井市円山小学校教諭 川内二三子                                    |
| 村上淳子                                             | 常葉学園大学教育学部専任講師                                       |
| 石川県立七尾商業高等学校                             |                                                                    |
| 島田直子                                             | 富山県東砺波郡井口村立井口中学校養護教諭                           |
| 第33回（平成13年）                                   |                                                                    |
| 神谷茂晴                                             | 名古屋市・高蔵高等学校教諭                                         |
| 愛知県小牧市立味岡小学校                             |                                                                    |
| 愛知県額田町立千万町小学校                           |                                                                    |
| 岐阜市立陽南中学校                                   |                                                                    |
| 田端優                                               | 三重県立宇治山田高等学校教諭                                       |
| 長野県平谷村立平谷小学校 ジュニアテニスクラブ        |                                                                    |
| 滋賀県長浜市立長浜北小学校                           |                                                                    |
| 福井県武生市立武生東小学校                           |                                                                    |
| 静岡県浜松市立積志小学校                             |                                                                    |
| 室谷妙子                                             | 石川県立門前高等学校教諭                                           |
| 富山県井波町立井波中学校                             |                                                                    |
| 第34回（平成14年）                                   |                                                                    |
| 愛知県特殊教育推進連盟                               |                                                                    |
| 愛知県春日井市理科研究会                             |                                                                    |
| 高橋行雄                                             | 愛知県西尾市立室場小学校教諭                                       |
| 山口正昭                                             | 岐阜県関市立関商工高等学校副校長                                   |
| 三重県阿児町立安乗中学校文楽部                       |                                                                    |
| 長野県飯田市立飯田東中学校                           |                                                                    |
| 滋賀県高月町立高月小学校                             |                                                                    |
| 松井清美                                             | 福井県立福井東養護学校五領分教室主任                               |
| 静岡県三ケ日町立平山小学校                           |                                                                    |
| 大久保譲                                             | 石川県立金沢辰巳丘高等学校教諭                                     |
| 富山県高岡市立高岡西部中学校                         |                                                                    |
| 第35回（平成15年）                                   |                                                                    |
| 名古屋市立鳴海東部小学校                             |                                                                    |
| 愛知県南知多町立篠島小学校                           |                                                                    |
| 愛知県豊田市立西広瀬小学校                           |                                                                    |
| 平墳雅弘                                             | 岐阜県大垣市立星和中学校教諭                                       |
| 太田克子                                             | 津市スクールカウンセラー                                           |
| 長野県木曽養護学校                                   |                                                                    |
| 滋賀県山東町立東小学校                               |                                                                    |
| 福井県小浜市立下根来小学校                           |                                                                    |
| 静岡県浜松市立佐鳴台小学校                           |                                                                    |
| 木村勝保                                             | 石川県加賀市立錦城中学校教諭                                       |
| 広瀬ふみ子                                           | 富山県氷見市立南部中学校教諭                                       |
| 第36回（平成16年）                                   |                                                                    |
| 久田光政                                             | 名古屋市・東海高等学校教諭                                         |
| 牛山正人                                             | 愛知県立犬山高等学校教諭                                           |
| 川口邦彦                                             | 愛知県一宮市・江南市立小学校特別非常勤講師                         |
| 愛知県新城市立東郷東小学校                           |                                                                    |
| 細江昌子                                             | 岐阜県各務原市教育委員会言語指導員                                 |
| 片岡康行                                             | 三重県津市橋南公民館館長                                           |
| 長野県飯田市立竜峡中学校                             |                                                                    |
| 滋賀県近江町立双葉中学校科学部                       |                                                                    |
| 桧鼻幹雄                                             | 福井県上中町立上中中学校教諭                                       |
| 静岡県引佐町立川名小学校                             |                                                                    |
| 北野勝彦                                             | 石川県小松市立稚松小学校校長                                       |
| 寺崎賢一                                             | 富山県滑川市立早月中学校教諭                                       |
| 第37回（平成17年）                                   |                                                                    |
| 倉野光生                                             | 名古屋市・愛知工業大学名電高等学校教諭                             |
| 愛知県東海市立緑陽小学校                             |                                                                    |
| 近藤惠子                                             | 愛知県立岡崎高等学校教諭                                           |
| 岐阜県本巣市立根尾中学校                             |                                                                    |
| 出口省吾                                             | 三重県いなべ市立大安中学校教諭                                     |
| 小椋吉範                                             | 長野県浪合村立浪合小中学校校長                                     |
| 滋賀県湖南市立石部南小学校                           |                                                                    |
| 遠藤鉄雄                                             | 福井県・福井陸上競技協会理事長                                     |
| 村上泰男                                             | 静岡県浜松市教育委員会適応指導教室「かやの木教室」専任指導員       |
| 西谷重夫                                             | 石川県立加賀聖城高等学校教諭                                       |
| 富山県高岡市立南星中学校                             |                                                                    |
| 第38回（平成18年）                                   |                                                                    |
| 小出隆司                                             | 愛知教育大学講師                                                   |
| 愛知県武豊町立武豊小学校                             |                                                                    |
| 安藤治                                               | 愛知県立猿投農林高等学校教諭                                       |
| 五島君子                                             | 岐阜県各務原市立那加第三小学校教諭                                 |
| 向井正雄                                             | 三重県立宇治山田高等学校教諭                                       |
| 三村喜一郎                                           | 長野県相撲連盟副会長                                               |
| 滋賀県甲賀市立甲南中学校                             |                                                                    |
| 林武雄                                               | 福井県・日本鳥類保護連盟理事                                       |
| 静岡県島田市立神座小学校                             |                                                                    |
| 種谷多聞                                             | 石川県七尾市立和倉小学校教諭                                       |
| 富山県黒部市立三日市小学校                           |                                                                    |
| 第39回（平成19年）                                   |                                                                    |
| 名古屋市立伝馬小学校                                 |                                                                    |
| 村瀬正卓                                             | 愛知県・知的障害者グループホーム「とまと」主宰                     |
| 岩井伸江                                             | 愛知県碧南市立東中学校教諭                                         |
| 岐阜県中津川市立福岡小学校                           |                                                                    |
| 藤山秀公                                             | 三重県伊賀市立崇広中学校教諭                                       |
| 静岡県浜松市立熊小学校                               |                                                                    |
| 酒井宏和                                             | 長野県松本市社会教育委員                                           |
| 滋賀県近江八幡市立八幡中学校                         |                                                                    |
| 福井県敦賀市立西浦中学校                             |                                                                    |
| 石川県・金沢女性理科研究会                           |                                                                    |
| 富山県立南砺総合高等学校平高等学校郷土芸能部         |                                                                    |
| 第40回（平成20年）                                   |                                                                    |
| 福田俊彦                                             | 愛知県立松蔭高等学校教諭                                           |
| 豊田久晴                                             | 愛知県弥富市立弥富中学校教諭                                       |
| 愛知県設楽町立田峯小学校                             |                                                                    |
| 中村美代子                                           | 岐阜県立岐阜高等学校教諭                                           |
| 三重県尾鷲市立三木小学校                             |                                                                    |
| 静岡県磐田市立磐田北小学校                           |                                                                    |
| 原郁雄                                               | 長野県駒ケ根市立赤穂東小学校教諭                                   |
| 滋賀県安土町立老蘇小学校                             |                                                                    |
| 南部泰啓                                             | 福井県立科学技術高等学校教諭                                       |
| 林伸一                                               | 石川県小松市立第一地区コミュニティセンター館長                     |
| 富山県高岡市立高陵中学校                             |                                                                    |
| 第41回（平成21年）                                   |                                                                    |
| 大藤敏行                                             | 愛知県・中京大学附属中京高等学校教諭                               |
| 川村吉弘                                             | 愛知県清須市立西枇杷島中学校教諭                                   |
| 愛知県豊田市立佐切小学校                             |                                                                    |
| 永田玲子                                             | 岐阜県立長良特別支援学校教諭                                       |
| 村林新吾                                             | 三重県立相可高等学校教諭                                           |
| 静岡県浜松市立県居小学校                             |                                                                    |
| 長野県・工房草來舎                                   |                                                                    |
| 滋賀県東近江市立朝桜中学校福祉会                     |                                                                    |
| 長谷川巌                                             | 福井県両生爬虫類研究会会長                                         |
| 酒井藤雄                                             | 石川県立中島高等学校教諭                                           |
| 種部恭子                                             | 富山県・女性クリニックWe!TOYAMA院長                                |
| 第42回（平成22年）                                   |                                                                    |
| 水内喜久雄                                           | 愛知県・詩集編集者                                                 |
| 愛知県日進市立北小学校青葉分校、同日進中学校青葉分校 |                                                                    |
| 山本家寛                                             | 愛知県・新城吹奏楽団音楽監督 常任指揮者                            |
| 岐阜県立岐南工業高等学校                             |                                                                    |
| 町野英二                                             | 三重県立上野工業高等学校教諭                                       |
| 山崎章成                                             | 浜松市立船越小学校教諭                                             |
| 牛山圭吾                                             | 長野県図書館協会会長                                               |
| 滋賀県甲賀市立多羅尾小学校                           |                                                                    |
| 坪山武弘                                             | 福井県・福井工業高等専門学校一般科目教室教授                       |
| 北光代                                               | 石川県白山市立美川中学校教諭                                       |
| 谷口徹                                               | 富山県高岡市立国吉小学校教頭                                       |
| 第43回（平成23年）                                   |                                                                    |
| 熊崎雅芳                                             | 愛知県立旭丘高校教諭                                               |
| 村瀬英昭                                             | 愛知県岩倉市日本語・ポルトガル語適応指導教室主任                   |
| 殿木道子                                             | 元愛知県豊橋市生活サポート主任                                     |
| 安元彦心                                             | 岐阜済美学院済美高校教諭                                           |
| 樋口士郎                                             | 三重県立四日市中央工業高校教諭                                     |
| 原田功                                               | 浜松市立佐久間中学校教頭                                           |
| 土屋光男                                             | 篠ノ井学園長野俊英高校教頭                                         |
| 滋賀県彦根市立城東小学校                             |                                                                    |
| 岩堀美雪                                             | 福井県鯖江市立立待小学校教諭                                       |
| 三津野真澄                                           | 石川県立金沢西高校教諭                                             |
| 山本茂行                                             | 富山市ファミリーパーク園長                                         |
| 第44回（平成25年）                                   |                                                                    |
| 鬼頭隆                                               | 愛知県・童話作家 、詩人                                            |
| 田中良三                                             | 愛知県・NPO法人見晴台学園研究センター長                            |
| 市川正孝                                             | 愛知県安城市立錦町小学校教諭                                       |
| 長尾正                                               | 岐阜各務原児童合唱団代表、岐阜県少年少女合唱連盟理事長             |
| 水谷宣子                                             | 三重県桑名市立正和中学校教諭                                       |
| 飯尾美行                                             | 静岡県立浜松城北工業高等学校教諭                                   |
| 麻和正志                                             | 長野県松本市立開智小学校教諭                                       |
| 冨田光彦                                             | 滋賀県・公益財団法人江北図書館理事長兼館長                         |
| 廣比知徳                                             | 福井県鯖江市立東陽中学校教諭                                       |
| 上農肇                                               | 石川県立いしかわ特別支援学校教諭                                   |
| 長崎喜一                                             | 富山県・自然体験学校「夢創塾」塾長                                 |
| 第45回（平成25年）                                   |                                                                    |
| 成田佳総                                             | 愛知県立大府養護学校教諭                                           |
| 加藤拓由                                             | 愛知県春日井市立神屋小学校教諭                                     |
| 林宗弘                                               | 愛知県豊田市立西広瀬小学校教諭                                     |
| 中島充雅                                             | 岐阜県立岐阜農林高等学校教諭                                       |
| 平岡敦子                                             | 三重県・愛農学園農業高等学校教諭                                   |
| 横井純夫                                             | 静岡県磐田市立神明中学校講師                                       |
| 原田紗千子                                           | 長野県・ぶんこモモ主宰                                             |
| 細川俊行                                             | 大津市立日吉中学校校長                                             |
| 橋詰武                                               | 福井県・敦賀海洋少年団副団長                                       |
| 小川正                                               | 石川県能登町立小木中学校校長                                       |
| 河合孝恵                                             | 富山県・富山高等専門学校 物質化学工学科准教授                      |
| 第46回（平成26年）                                   |                                                                    |
| 石元恵未                                             | 名古屋市立諏訪小学校教諭                                           |
| 川口一郎                                             | 愛知県立一宮高等学校教諭                                           |
| 渡辺満洲子                                           | 愛知県・きらきら文庫代表                                           |
| 神山忠                                               | 岐阜市立岐阜特別支援学校教諭同地域支援センター長                   |
| 桐生智晃                                             | 三重県立白子高等学校教諭                                           |
| 西尾真一                                             | 静岡県立藤枝北高等学校教諭                                         |
| 伊藤洋児                                             | 長野県茅野市立北山小学校校長                                       |
| 北島敬子                                             | 滋賀県草津市立志津幼稚園園長                                       |
| 渡辺陽子                                             | 福井県立嶺北特別支援学校教諭（高等部）                             |
| 松井元雄                                             | 石川県立津幡高等学校教諭                                           |
| 尾島良幸                                             | 富山県舟橋村立舟橋小学校教諭                                       |
| 第47回（平成27年）                                   |                                                                    |
| 長谷川順子                                           | 名古屋市立昭和橋小学校養護教諭                                     |
| 伊藤彰敏                                             | 愛知県一宮市立尾西第一中学校教頭                                   |
| 兵藤友彦                                             | 愛知県立刈谷東高校教諭                                             |
| 田中鴻一                                             | 岐阜県・ぎふ児童合唱団団長                                         |
| 杉本恵里子                                           | 三重県四日市市立常磐西小学校教諭                                   |
| 片山愛司                                             | 静岡県湖西市立知波田小学校教諭                                     |
| 林直哉                                               | 長野県立松本深志高校教諭                                           |
| 鈴木真由美                                           | 滋賀県立彦根東高校教諭                                             |
| 五十嵐裕子                                           | 福井県立福井商業高校教諭                                           |
| 出村豊                                               | 石川県立七尾東雲高校教諭                                           |
| 大谷弓子                                             | 富山県児童美術研究会会長、大谷美術学園園長                         |
| 第48回（平成28年）                                   |                                                                    |
| 竹内義信                                             | 名古屋市立老松小学校校長                                           |
| 土方和美                                             | 愛知県春日井市立岩成台中学校教諭                                   |
| 金子てる子                                           | 愛知県碧南市立大浜小学校校長                                       |
| 北浦茂                                               | 岐阜県・学校法人西濃学園学園長                                     |
| 渡久地レティシア                                     | 三重県桑名市立大山田北小学校講師                                   |
| 小林純代                                             | 静岡県袋井市育ちの森子ども支援室主任専門相談員                     |
| 池上博                                               | 長野県松本県ケ丘高校教諭                                           |
| 水谷哲郎                                             | 滋賀県草津市立松原中学校教諭                                       |
| 前田勉                                               | 福井県・ＮＰＯ法人「里豊夢（りほうむ）わかさ」理事長               |
| 徳田茂                                               | 金沢市障害児通園施設ひまわり教室職員、白山・野々市つながりの会代表 |
| 澤柿教淳                                             | 富山県滑川市教育センター所長代理・指導主事                         |
| 第49回（平成29年）                                   |                                                                    |
| 大萱純子                                             | 名古屋市立大坪小学校校長                                           |
| 今田和弘                                             | 日本福祉大学付属高校教諭                                           |
| 久野哲司                                             | 愛知県豊橋市立牟呂小学校校長                                       |
| 和田隆明                                             | 岐阜県立岐阜商業高校教諭                                           |
| 水野悟                                               | 三重県立桑名西高校教諭                                             |
| 山田往子                                             | 静岡県湖西市立湖西中学校教諭                                       |
| 菅沼節子                                             | 長野県松川高校常勤講師                                             |
| 森居吉孝                                             | 滋賀県愛荘町立秦荘中学校教諭                                       |
| 小泉宗昭                                             | 福井県立武生東高校非常勤講師                                       |
| 森要作                                               | ＮＰＯ法人ワンネススクール代表                                     |
| 梅田好子                                             | 富山市立長岡小学校教諭                                             |
| 第50回（平成30年）                                   |                                                                    |
| 高橋美行                                             | 名古屋市立上社中学校校長                                           |
| 長谷川濃里                                           | 一宮市立大和西小学校校長                                           |
| 鈴木吉春                                             | 環境ボランティアサークル「亀の子隊」代表                           |
| 久綱正和                                             | 本巣市数学校研究会前会長                                           |
| 広川清治                                             | 鳥羽市立菅島小学校教頭諭                                           |
| 桜井敬子                                             | 浜松市教育委員会学校教育部指導課主幹 外国人支援グループ長          |
| 境久雄                                               | 長野県上伊那農業高等学校教諭                                       |
| 速水須美江                                           | 東近江市教育委員会学校教育課所属学校司書                           |
| 中谷幸子                                             | 福井市木田小学校教諭                                               |
| 浅野幸恵                                             | サイエンスヒルズこまつ ひととものづくり科学館副館長                |
| 島崎竹志                                             | 富山県立八尾高等学校特別活動講師                                   |
| 第51回（令和元年）                                   |                                                                    |
| 深見信規                                             | 名古屋市立工芸高等学校教諭                                         |
| 脇田恵                                               | 愛知県一宮市立神山小学校教諭                                       |
| 山本武志                                             | 愛知県教育委員会東三河教育事務所新城設楽支所長                     |
| 中野たみ子                                           | 岐阜県・ＮＰＯ「ひまわりの花」理事長                               |
| 中村文彦                                             | 三重県東員町立神田小学校指導教諭                                   |
| 増田与久                                             | 静岡県・浜松学芸中学校・高等学校教諭                               |
| 寺沢秀文                                             | 長野県・満蒙開拓平和記念館館長                                     |
| 山田孝                                               | 滋賀県彦根市立稲枝中学校校長                                       |
| 植田薫                                               | 福井県立武生商業高等学校教諭                                       |
| 松浦顕雄                                             | 石川県立穴水高等学校教諭                                           |
| 岩嵜利勝                                             | 富山県高岡市立中田中学校教諭                                       |
| 第52回（令和3年）                                    |                                                                    |
| 伊藤政夫                                             | 名古屋市立向陽高校教諭                                             |
| 公文美貴                                             | 愛知県常滑市立大野小学校教諭                                       |
| 今本政勝                                             | 愛知県西尾市立一色南部小学校校長                                   |
| 奥田宣子                                             | 岐阜県山県市立高富中学校教頭                                       |
| 三浦樹理                                             | 三重県朝日町立朝日小学校指導教諭                                   |
| 戸塚実枝子                                           | 浜松市立浜名小学校教諭                                             |
| 牧井正人                                             | 福井県坂井市立高椋小学校校長                                       |